# Reed Diamond
Reed Diamond är en amerikansk skådespelare född 20 juli 1967 i New York.

## Filmografi (urval)
- 2025 – Drop
- 2005 – Good Night, and Good Luck.
- 1997 – Faderns svek
- 1996 – Uppdrag: mord
- 1996 – Förhållanden
- 1995 – Dold sanning
- 1995 – Dödligt möte
- 1995 – En smutsig historia
- 1994 – Påtaglig fara
- 1993 – Kärlekstrubbel
- 1993 – Blind Spot
- 1990 – Memphis Belle